# (500386) 2012 TP81
(500386) 2012 TP81 es un asteroide perteneciente al cinturón de asteroides, descubierto el 1 de noviembre de 2007 por el equipo del Spacewatch desde el Observatorio Nacional de Kitt Peak, Arizona, Estados Unidos.

## Designación y nombre
Designado provisionalmente como 2012 TP81.

## Características orbitales
2012 TP81 está situado a una distancia media del Sol de 3,077 ua, pudiendo alejarse hasta 3,812 ua y acercarse hasta 2,342 ua. Su excentricidad es 0,238 y la inclinación orbital 10,63 grados. Emplea 1972,09 días en completar una órbita alrededor del Sol.
El próximo acercamiento a la órbita terrestre se producirá el 6 de septiembre de 2182, entre otros.

## Características físicas
La magnitud absoluta de 2012 TP81 es 16,8.